# Kroger (Unternehmen)

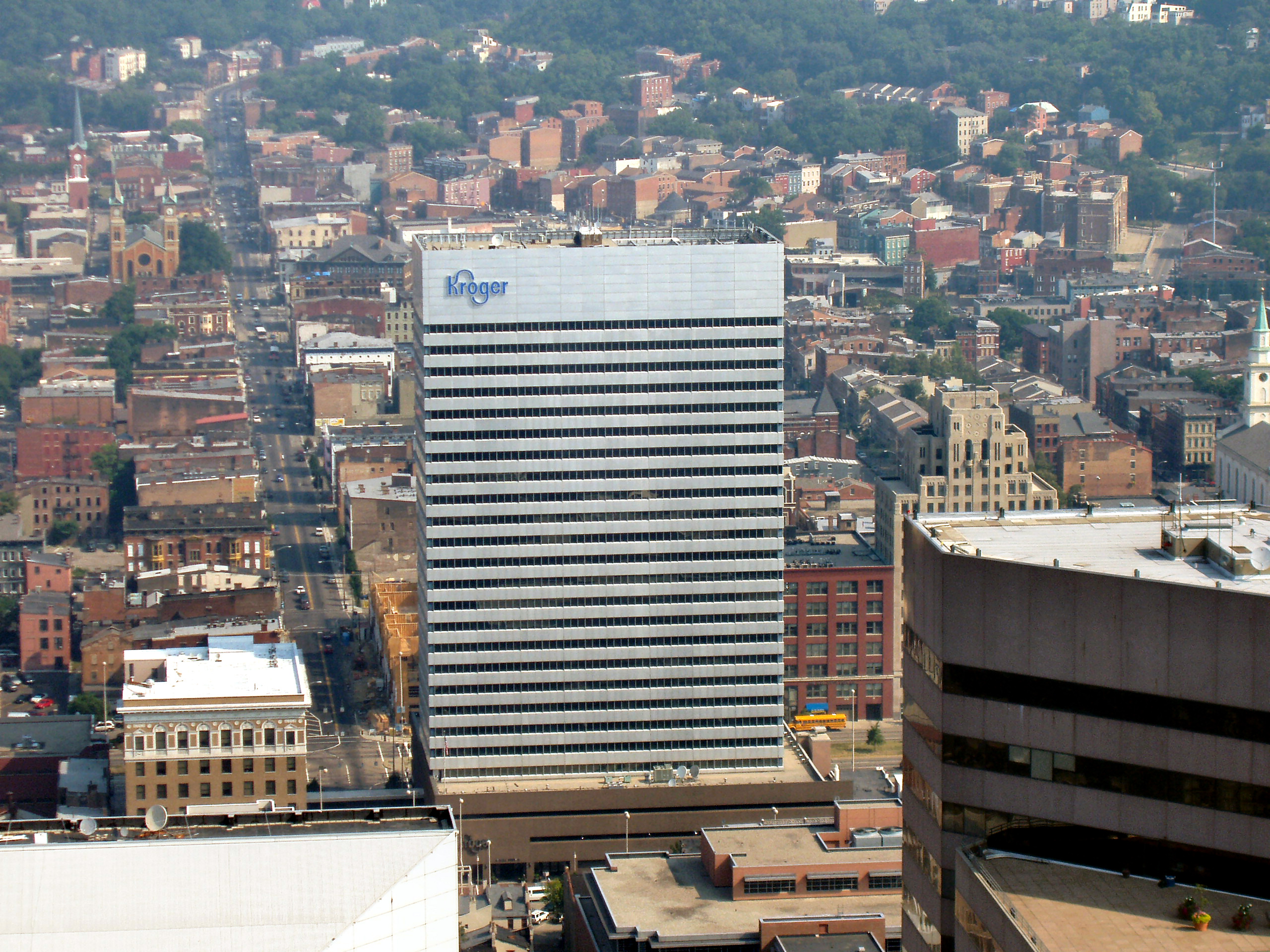
Kroger-Zentrale in Cincinnati, Ohio

The Kroger Co. ist mit einem Umsatz von über 148 Milliarden US-Dollar (2022) die größte Lebensmittel-Supermarktkette und der drittgrößte Einzelhändler in den USA. Das Unternehmen mit Sitz in Cincinnati ist im Aktienindex S&P 500 gelistet. Im Jahr 2023 beschäftigte Kroger 430.000 Mitarbeiter und betrieb rund 2.700 Märkte in 35 Bundesstaaten. Ferner sind an die Märkte 2.255 eigene Apotheken und 1.545 eigene Tankstellen angegliedert. Laut eigenen Angaben ist Kroger durch den Verkauf von Blumen in seinen Märkten der weltweit größte Florist.

## Geschichte

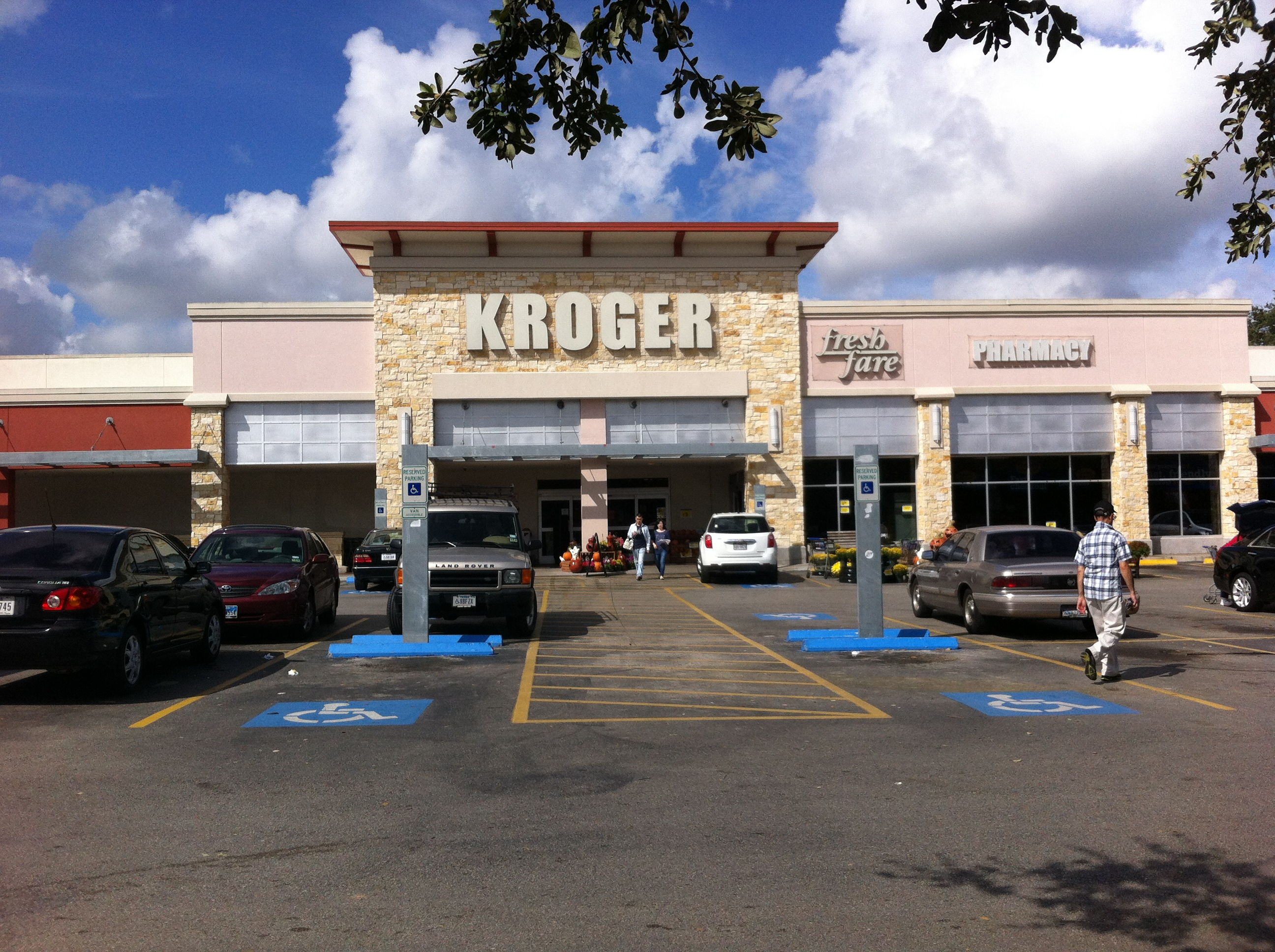
Kroger in Houston

### Gründungsphase
Kroger wurde 1883 von Bernard Kroger, der seine Lebensersparnisse von etwa 372 Dollar (etwa 11.000 Dollar hochgerechnet auf 2017) investiert hatte, als kleiner Lebensmittelladen in Cincinnati als The Great Western Tea Company gegründet. Ein Freund, der irische Immigrant B.A. Branagan, stieg mit 350 Dollar als Partner ein. Das erste Geschäft wurde 1884 durch eine Überschwemmung zerstört, woraufhin Kroger ein weiteres eröffnete, nachdem er seinen Partner Branagan mit 1.000 Dollar auszahlte. Bis 1890 wuchs das Unternehmen auf sieben Standorte in der Innenstadt von Cincinnati an. 1901 wurde Kroger der erste Händler in den Vereinigten Staaten, der sein Brot selber buk, anstatt es von anderen Bäckereien zuzukaufen. Noch heute produziert Kroger viele Lebensmittel selbst.

### Frühe Expansion
1902 wurde das Unternehmen in Kroger Grocery and Baking Company umbenannt. Im Jahr 1904 erwarb Kroger einen Fleischproduzenten und richtete die ersten Fleischtheken der USA in seinen Geschäften ein. Schon 1908 hatte Kroger mehr als 100 Filialen. 1916 wurde das Selbstbedienungsformat eingeführt. Im Jahr 1925 gab es 2.856 Kroger-Märkte in Indiana, Illinois, Kentucky, Michigan, Missouri, Ohio und West Virginia. Die höchste Anzahl von Kroger-Märkten wurde 1929 mit 5.575 erreicht.
1930 schlug Michael Cullen, der Geschäftsführer einer  Kroger-Filiale in Illinois, Bernard Kroger vor, als erster Lebensmittelhändler in den USA seinen Kunden eigene Parkplätze anzubieten, günstige Preise für große Mengen anzubieten und mit großen Verkaufsflächen an die Stadtränder zu ziehen, doch Kroger verwarf diesen Vorschlag. Da Cullen jedoch von seiner Idee überzeugt war, kündigte er und gründete in Queens, New York, die Lebensmitteleinzelhandelskette King Kullen, mit der er diese Konzept umsetzte. Innerhalb von zwei Jahren betrieb Cullen acht Märkte und erwirtschaftete einen Umsatz von 6 Millionen Dollar (76,4 Millionen Dollar auf das Jahr 2009 hochgerechnet). Als er 1936 starb, gab es 17 King-Kullen-Märkte. Im Jahr 2019 wurden die 32 King Kullen-Filialen an Stop & Shop verkauft.
Zum 50-jährigen Bestehen von Kroger im Jahr 1932 umfasste die Kette 4.737 Lebensmittelgeschäfte, von denen 2.845 eine Fleischabteilung hatten. Diese befanden sich in Arkansas, Illinois, Indiana, Kansas, Kentucky, Michigan, Minnesota, Mississippi, Missouri, North Carolina, Ohio, Oklahoma, Pennsylvania, Tennessee, Virginia, West Virginia und Wisconsin.
1933 verließ William Albers, der frühere Präsident von Kroger, Kroger und eröffnete den Albers Super Market in Cincinnati – das erste Geschäft, das das Wort „Supermarkt“ verwendete. Im selben Jahr baute Kroger seinen ersten Parkplatz mit 75 Stellplätzen an einer Filiale. Albers Super Markets ging 1955, mit rund 50 Filialen, in die Colonial Stores-Gruppe auf.

### Zukäufe
1955 wurde die Expansion durch Übernahme von Konkurrenzunternehmen forciert, es wurden Henke & Pillot in Houston, Texas und die Krambo Food Stores in Appleton, Wisconsin, erworben.
Kroger zog sich in den 1970er- und 1980er-Jahren aus Städten wie Chicago, Milwaukee, Chattanooga und Pittsburgh zurück und konzentrierte sich auf ländliche Lagen.
1983 erwarb Kroger  Dillon Companies Inc., den Betreiber der Supermarktketten Dillon's, King Soopers, Fry’s, City Market und Gerbes. Der Merger umfasste 1.199 Supermärkte und 563 Drogerien.
1999 fusionierte Kroger mit Fred Meyer, Inc. Die 13-Milliarden-Dollar-Übernahme war die bis dahin größte in der Unternehmensgeschichte.
2001 wurden sechzehn  Baker's Supermarkets von Fleming Companies Inc. übernommen.
Im November 2014 wurde das Einzelhandelsunternehmen Harris Teeter mit mehr als 200 Geschäften übernommen.
Im Februar 2014 wurde der IT-Dienstleister YOU Technology Brand Services, Inc. zugekauft, dieser wurde jedoch bereits 2019 für 565 Millionen Dollar an den Software-Hersteller Inmar Intelligence, einen strategischen Partner von Kroger, verkauft.
2015 übernahm Kroger für 800 Millionen Dollar die Supermarktkette Roundy's aus Milwaukee. Die Akquisition umfasste 184 Lebensmittelgeschäfte, 101 Apotheken und zwei Verteilzentren.
Im September 2016 kaufte Axium Pharmacy Holdings, eine hundertprozentige Tochtergesellschaft von The Kroger Co, Modern Healthcare, eine Spezialapotheke mit Schwerpunkt auf Patienten mit chronischen Krankheiten, von Altamont Capital Partners.
Albertons-Merger

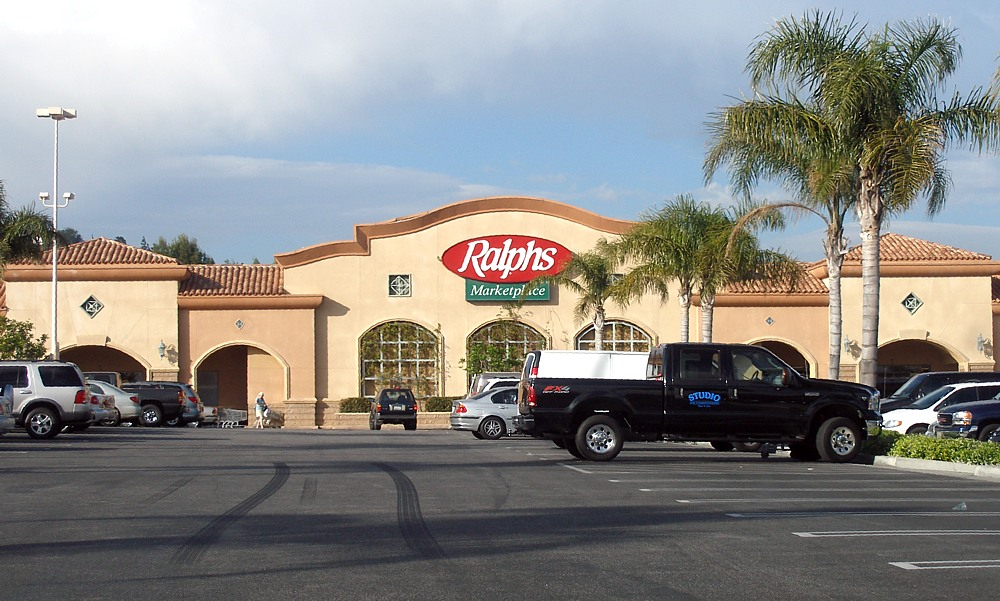
Ralphs Marketplace in Porter Ranch

Am 14. Oktober 2022 gaben Kroger und der bisherige Konkurrent Albertsons eine Vereinbarung zum Zusammenschluss bekannt, wobei Kroger für 24,6 Milliarden US-Dollar alle Anteile von Albertsons übernehmen sollte. Zusammen sollten rund 5.000 Filialen betrieben werden.
Im August 2023 wurde eine Klage von Verbrauchern, die aus kartellrechtlichen Gründen den Merger verhindern wollten, aus formalen Gründen von einem Gericht in Kalifornien abgewiesen. Jedoch war zu diesem Zeitpunkt der Merger noch nicht vollzogen. Der Merger sollte bis Anfang 2024 vollzogen sein.
Im September 2023 gaben Kroger und Albertsons bekannt, 413 Filialen an C&S Wholesale Grocers zu verkaufen, um den kartellrechtlichen Auflagen gerecht zu werden. Das Paket sollte einen Preis von 1,9 Milliarden US-Dollar haben.
Im Februar 2024 klagte die US-Bundeshandelskommission (FTC) gegen die 24,6 Milliarden Dollar-Fusion der Lebensmittelgiganten mit der Begründung, der fehlende Wettbewerb würde zu höheren Lebensmittelpreisen und niedrigeren Löhnen für die Beschäftigten führen.
Die FTC erklärte, dass der ursprüngliche Plan, 413 Filialen an C&S zu veräußern, „unzureichend“ sei und C&S ein Flickenteppich unverbundener Filialen und Marken hinterlassen würde, so dass das Unternehmen nicht in der Lage wäre, mit einem fusionierten Kroger und Albertsons zu konkurrieren. Im Dezember 2024 untersagten Gerichte in Oregon und Washington den geplanten Zusammenschluss.
Opioid-Krise
Ebenfalls im September 2023 gab Kroger außerdem bekannt, dass das Unternehmen einen Vergleich in Höhe von 1,2 Mrd. USD mit US-Bundesstaaten und lokalen Behörden geschlossen habe, sowie 36 Mio. USD an amerikanische Ureinwohnerstämme, über einen Zeitraum von 11 Jahren gezahlt wird, die Ansprüche und Rechtsstreitigkeiten im Zusammenhang mit der Opioid-Epidemie betrifft. Außerdem wird das Unternehmen über einen Zeitraum von sechs Jahren 177 Millionen Dollar für Anwaltskosten zahlen. Der Lebensmittelhändler sagte, dass der Vergleich kein Eingeständnis eines Fehlverhaltens oder einer Haftung sei und dass er sich weiterhin gegen alle anderen Ansprüche und Klagen im Zusammenhang mit Opioiden verteidigen werde.
Kroger musste im zweiten Quartal 1,4 Milliarden Dollar für den Vergleich aufwenden. Der Umsatz des Unternehmens belief sich in diesem Quartal auf 33,85 Mrd. USD, ein Rückgang gegenüber 34,64 Mrd. USD im Vorjahreszeitraum.

## Kennzahlen
| GJ   | Angestellte | Umsatz in Mio. US$ | Bilanzgewinn in Mio. US$ | Bilanzsumme in Mio. US$ |
| ---- | ----------- | ------------------ | ------------------------ | ----------------------- |
| 2010 | 334.000     | 76.609             | 70                       | 23.126                  |
| 2011 | 338.000     | 82.049             | 1.116                    | 23.505                  |
| 2012 | 338.000     | 90.269             | 602                      | 23.476                  |
| 2013 | 343.000     | 96.619             | 1.497                    | 24.634                  |
| 2014 | 375.000     | 98.375             | 1.519                    | 29.281                  |
| 2015 | 400.000     | 108.465            | 1.728                    | 30.497                  |
| 2016 | 431.000     | 109.830            | 2.039                    | 33.897                  |
| 2017 | 443.000     | 115.337            | 1.975                    | 36.505                  |
| 2018 | 449.000     | 123.280            | 1.907                    | 37.197                  |
| 2019 | 453.000     | 121.852            | 3.110                    | 38.118                  |
| 2020 | 435.000     | 122.286            | 1.659                    | 45.256                  |
| 2021 | 465.000     | 132.498            | 2.585                    | 48.662                  |
| 2022 | 420.000     | 137.888            | 1.655                    | 49.086                  |
| 2023 | 430.000     | 148.258            | 2.244                    | 49.623                  |
| 2024 | 414.000     | 150.039            | 2.164                    | 50.505                  |
| 2025 | 409.000     | 147.123            | 2.665                    | 52.616                  |

## Märkte

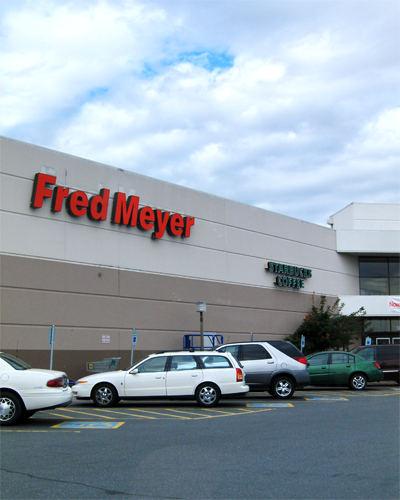
Fred Meyer in Marysville

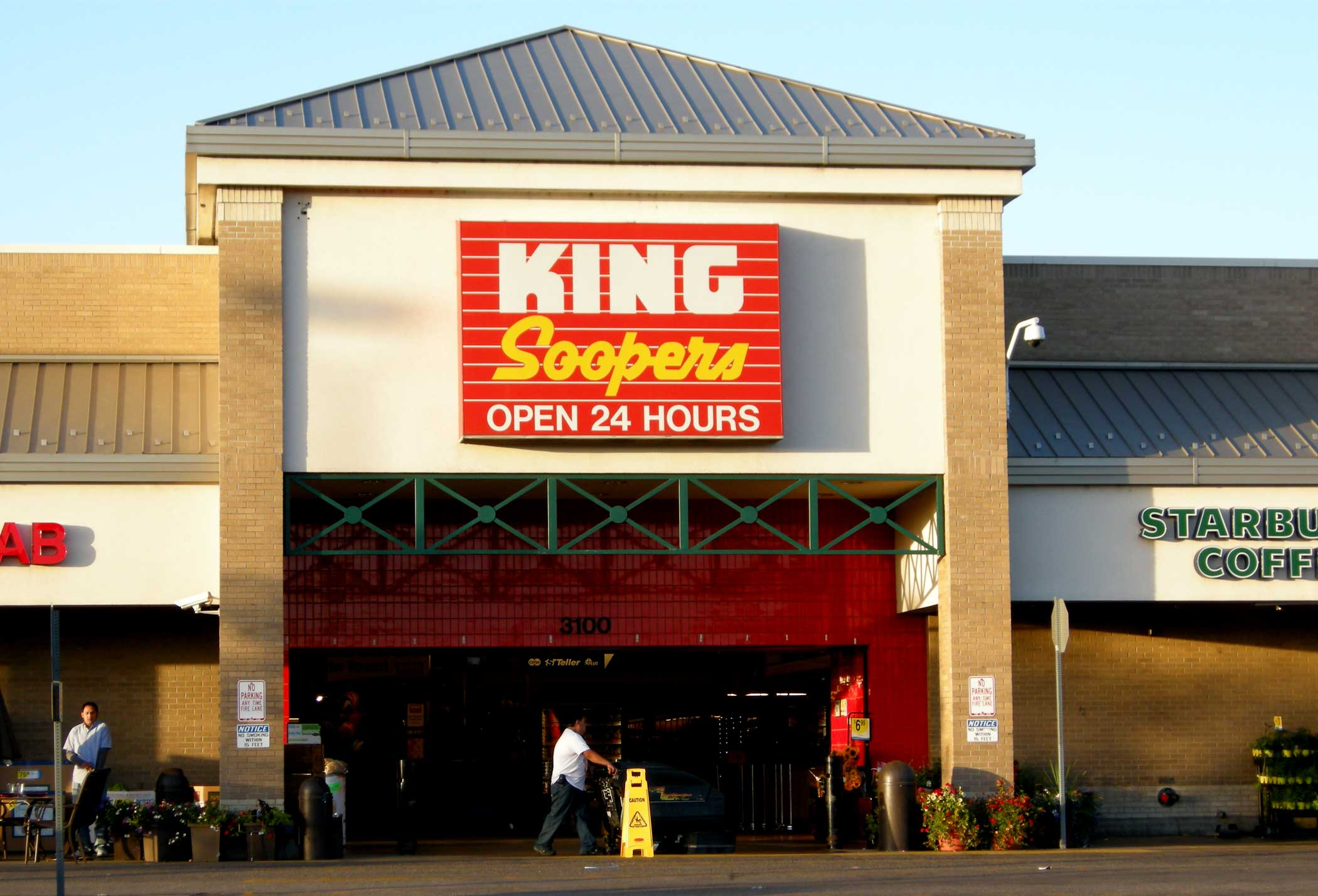
King Soopers in Denver

In 35 Bundesstaaten betreibt Kroger 2.719 Supermärkte, 782 Convenience-Stores, 127 Juweliergeschäfte, 1.642 Supermarkttankstellen, 225 Gesundheitskliniken unter der Bezeichnung The Little Clinic sowie 2.254 Apotheken (Stand: März 2023).
Der größte Supermarkt befindet sich in Anderson Township im Bundesstaat Ohio.
Die Märkte werden unter 20 verschiedenen Namen betrieben:
- Harris Teeter (233 Filialen)
- Ralphs (218 Filialen)
- Kroger Southwest (211 Filialen)
- Kroger Atlanta (186 Filialen)
- King Soopers / City Market (146 Filialen)
- Smith’s (139 Filialen)
- Kroger Central (136 Filialen)
- Fred Meyer Stores (132 Filialen)
- Food 4 Less (131 Filialen)
- Kroger Michigan (124 Filialen)
- Kroger Columbus (122 Filialen)
- Kroger Mid-Atlantic (120 Filialen)
- Fry’s Food & Drug (119 Filialen)
- Kroger Delta (111 Filialen)
- Kroger Cincinnati (109 Filialen)
- Kroger Louisville (98 Filialen)
- Kroger Nashville (89 Filialen)
- Dillons Food Stores (82 Filialen)
- Quality Food Centers (65 Filialen)
- Jay C (54 Filialen)

## Produktion
Eine Vielzahl der in den Kroger-Märkten vertriebenen Produkte wird durch Konzernunternehmen selbst produziert. Im Jahr 2023 unterhielt Kroger dazu 33 eigene Produktionsbetriebe.

## Belege
1. ↑  https://ir.kroger.com/news/news-details/2025/Kroger-Announces-Resignation-of-CEO-Rodney-McMullen/default.aspx
2. ↑  Kroger: Number of Employees 2010-2023 | KR, abgerufen am 12. Mai 2023
3. ↑  Kroger Financial Statements 2009-2023 | KR, abgerufen am 12. Mai 2023
4. ↑  Alexander Coolidge: Kroger made $2.2B in profits in 2022. Cinncinati Enquierer, 2. März 2023, abgerufen am 10. Juli 2023 (amerikanisches Englisch).
5. 1 2  Kroger: Number of Employees 2010-2023 | KR. In: Macrotrends. 2023, abgerufen am 10. Juli 2023 (amerikanisches Englisch).
6. 1 2  Chris Shott: Kroger Is Building 3 Huge New Stores As Massive Expansion Ramps Up. In: Eat This, Not That! 23. März 2023, abgerufen am 10. November 2023 (amerikanisches Englisch).
7. ↑  History – The Kroger Co. In: Kroger. Abgerufen am 10. November 2023 (englisch).
8. 1 2 3  Christine Liwag Dixon, Brian Boone: The Untold Truth Of Kroger. In: mashed.com. 9. Oktober 2017, abgerufen am 10. November 2023 (amerikanisches Englisch).
9. 1 2  Jeff Suess: Kroger opened its first store 140 years ago: A brief history. In: Cincinnati Enquirer. 23. März 2023, abgerufen am 10. November 2023 (amerikanisches Englisch).
10. 1 2 3  History of Kroger, auf www.thekrogerco.com (Memento des Originals vom 27. November 2015 im Internet Archive)  Info: Der Archivlink wurde automatisch eingesetzt und noch nicht geprüft. Bitte prüfe Original- und Archivlink gemäß Anleitung und entferne dann diesen Hinweis., abgerufen am 6. Dezember 2015
11. ↑  Andrea Beck: Kroger's First Store Was Much Different Than You'd Expect. In: mashed.com. 10. Dezember 2020, abgerufen am 10. November 2023 (amerikanisches Englisch).
12. ↑  The History of America's Grocer. In: Kroger Stories. 16. Juli 2018, abgerufen am 10. November 2023.
13. 1 2  Nicole Perlroth: The Consumer's Temple. In: Forbes. 1. Mai 2009, abgerufen am 10. November 2023 (amerikanisches Englisch).
14. ↑  Stop & Shop to acquire King Kullen grocery stores. In: Suffolk Times. 4. Januar 2019, abgerufen am 10. November 2023 (amerikanisches Englisch).
15. 1 2  Kroger. In: Mall Hall of Fame. Abgerufen am 10. November 2023.
16. ↑  Greg Hoersten: Reminisce: Albers Super Market. In: LimaOhio.com. 10. Juni 2020, abgerufen am 10. November 2023 (amerikanisches Englisch).
17. ↑  Henke & Pillot. In: Heritage Society. Abgerufen am 10. November 2023 (amerikanisches Englisch).
18. ↑  KROGER ACQUIRES WISCONSIN CHAIN; Takes Over 25 Supermarkets of Krambo Food Stores -- Details Not Given. In: The New York Times. 16. Juni 1955, ISSN 0362-4331 (nytimes.com [abgerufen am 10. November 2023]).
19. ↑  Kroger-Dillon merger approved - UPI Archives. In: UPI. 25. Januar 1983, abgerufen am 10. November 2023 (amerikanisches Englisch).
20. ↑  admin: USA: Fleming reaches agreement to sell Baker's Retail Stores to Kroger Co. and agrees to three-year supply arrangement for Baker's Stores. In: Just Food. 15. Dezember 2000, abgerufen am 10. November 2023 (amerikanisches Englisch).
21. ↑  Kroger purchases digital coupon company. In: Merger Tech. 14. Februar 2014, abgerufen am 10. November 2023 (amerikanisches Englisch).
22. ↑  Kroger and Inmar complete sale of YouTech. In: Retail Innovation Hub. 10. November 2023, abgerufen am 10. November 2023 (amerikanisches Englisch).
23. ↑  Steve Watkins: Kroger makes $800 million grocery purchase. In: Cincinnati Business Courier. 11. November 2015, abgerufen am 10. November 2023 (amerikanisches Englisch).
24. ↑  Glenn Taylor: Kroger Acquires Roundy’s For $800 Million. In: Retail Touch Points. 11. November 2015, abgerufen am 10. November 2023 (amerikanisches Englisch).
25. ↑  Altamont Sells Modern Healthcare to Kroger. In: Private Equity Professional. 13. September 2016, abgerufen am 10. November 2023.
26. ↑  https://ir.kroger.com/CorporateProfile/press-releases/press-release/2022/Kroger-and-Albertsons-Companies-Announce-Definitive-Merger-Agreement/default.aspx
27. ↑  Katie Arcieri: Kroger, Albertsons Dodge Bid to Halt $24.6 Billion Merger. In: Bloomberg Law. 3. August 2023, abgerufen am 3. August 2023 (amerikanisches Englisch).
28. ↑  Peyton Bigora: One year later: The highs and lows of the controversial Kroger-Albertsons merger. In: Grocery Dive. 16. Oktober 2023, abgerufen am 10. November 2023 (amerikanisches Englisch).
29. ↑  Kroger and Albertsons sell hundreds of stores in a bid to clear merger of the 2 largest US groceries. 8. September 2023, abgerufen am 13. September 2023 (englisch).
30. ↑  https://www.supermarketnews.com/mergers-acquisitions/kroger-albertsons-long-pending-24-6b-merger-blocked-by-oregon-judge
31. ↑  Rebecca Robbins: Kroger Agrees to Pay $1.2 Billion to Settle Opioid Claims. In: The New York Times. 8. September 2023, ISSN 0362-4331 (nytimes.com [abgerufen am 9. Dezember 2023]).
32. ↑  David Ovalle: Kroger grocery chain to pay $1.2 billion to settle opioid lawsuits. In: Washington Post. 8. September 2023, ISSN 0190-8286 (washingtonpost.com [abgerufen am 9. Dezember 2023]).
33. ↑  Kroger Revenue 2006-2020 | KR. Abgerufen am 29. April 2020.
34. 1 2  Investors - Overview - Our Business - The Kroger Co. Abgerufen am 10. Juli 2023.
35. ↑  The Kroger Factbook, auf www.eproxymaterials.com, abgerufen am 6. Dezember 2015